# UCIアメリカツアー
UCIアメリカツアー（UCI America Tour）は、自転車競技・ロードレースの、コンチネンタルサーキットにおける南北アメリカ地域の年間シリーズ戦。

## 歴代優勝
| 年        | 個人優勝 選手                        | 個人優勝 国    | 個人優勝 チーム                                | 国別優勝       | 国別優勝 (U23) | チーム優勝                                                             |
| --------- | ------------------------------------ | -------------- | ---------------------------------------------- | -------------- | -------------- | ---------------------------------------------------------------------- |
| 2005      | エドガルド・シモン                   | アルゼンチン   | コロンビア - セッレ・イタリア                  | ブラジル       |                | ヘルスネット・プレゼンテッド・バイ・マクシス                           |
| 2005-2006 | ホセ・セルパ                         | コロンビア     | コロンビア - セッレ・イタリア                  | コロンビア     |                | コロンビア - セッレ・イタリア                                          |
| 2006-2007 | スヴェイン・タフト                   | カナダ         | シメトリックス                                 | コロンビア     | ブラジル       | シメトリックス                                                         |
| 2007-2008 | マヌエル・メディナ                   | ベネズエラ     | Gobernación del Zulia                          | アメリカ合衆国 | アメリカ合衆国 | ガーミン - チポートレ・プレゼンティド・バイ・H30                       |
| 2008-2009 | グレゴリオ・ラディノ                 | コロンビア     | テコス・トレック・UAG                          | コロンビア     | コロンビア     | セッラメンティ・PVC・ディキジョヴァンニ - アンドローニ・ジョカットーリ |
| 2009-2010 | グレゴリオ・ラディノ                 | コロンビア     | Boyaca Orgullo de America                      | コロンビア     | ベネズエラ     | ファンヴィック・ピンダモンハンガバ                                     |
| 2010-2011 | ミゲル・ウベト                       | ベネズエラ     |                                                | コロンビア     | ベネズエラ     | EPM–UNE                                                                |
| 2011-2012 | ロリー・サザーランド                 | オーストラリア | ユナイテッド・ヘルスケア                       | コロンビア     | コロンビア     | リアル・サイクリング・チーム                                           |
| 2012-2013 | ハニエル・アセベド                   | コロンビア     | ジェイミス・ハゲンスバーマン                   | コロンビア     | コロンビア     | ユナイテッド・ヘルスケア                                               |
| 2013-2014 | フアン・カルロス・ロハス・ビジェガス | コスタリカ     | Frijoles Los Tierniticos-Arroz Halcón          | アメリカ合衆国 | コロンビア     | スマートストップ                                                       |
| 2015      | トムス・スクインス                   | ラトビア       | ヒンカピー・レーシングチーム                   | コロンビア     | コロンビア     | Optum-Kelly Benefit Strategies                                         |
| 2016      | フレフ・ファン・アヴェルマート       | ベルギー       | BMC・レーシングチーム                          | コロンビア     | コロンビア     | ホロウェスコ・シタデル レーシング・チーム                              |
| 2017      | セルゲイ・ツヴェトコフ               | ルーマニア     | ジェリーベリー・プレゼンテッド・バイ・マキシス | コロンビア     | コロンビア     | ラリー・サイクリング                                                   |
| 2018      | ガヴィン・マニオン                   | アメリカ合衆国 | ユナイテッド・ヘルスケア                       | コロンビア     | コロンビア     | ユナイテッド・ヘルスケア                                               |
| 2019      | エガン・ベルナル                     | コロンビア     | チーム・イネオス                               | コロンビア     | コロンビア     | メデジン                                                               |
| 2020      | リチャル・カラパス                   | エクアドル     | チーム・イネオス                               | コロンビア     | アメリカ合衆国 | メデジン                                                               |

## 主な対象レース

### 主なHC対象レース
- ツアー・オブ・ユタ